# Franz Keller (Koch)
Franz Keller (* 1950 in Freiburg im Breisgau) ist ein deutscher Koch.

## Leben
Keller wuchs als Sohn von Franz Keller Senior in einer Winzer- und Gastronomenfamilie in Oberbergen am Kaiserstuhl auf. Seine Mutter Irma wurde im Schwarzen Adler ab 1969 als erste Köchin in Deutschland mit einem Michelinstern ausgezeichnet. Sein jüngerer Bruder ist der Winzer, Gastronom und ehemalige DFB-Präsident Fritz Keller.
Nach Ausbildung bei Hans Beck auf der „Zähringer Burg“ in Freiburg ging er nach Frankreich zu Jean Ducloux in Tournus, zu Paul Lacombe in Lyon, kochte 18 Monate bei Paul Bocuse in Lyon und neun Monate bei Michel Guérard in Paris.
1973 kehrte Keller auf Wunsch des Vaters in den elterlichen Gasthof Schwarzer Adler nach Oberbergen zurück. 1975 kam zum ersten Michelinstern der zweite hinzu. Aufgrund steigender Kosten und Preise im Restaurant wechselte das Publikum, was zum Streit und Entzweiung mit dem Vater führte. Obwohl Keller seine eigene Familie zu unterhalten hatte, bekam er kein vertraglich gesichertes Gehalt, sondern musste um jede größere Ausgabe mit dem Vater feilschen. Hinter Vaters Rücken unterstützte Keller den regionalen Widerstand gegen das geplante Kernkraftwerk Wyhl.
Dann ging er auf der Suche nach seinem eigenen Weg nach Italien und kochte bei Gualtiero Marchesi in Mailand und bei Ricardo Lurasci im Restaurante „Querce“ in Cantù nahe dem Comer See. Hier befreite er sich von der Strenge und Schwere der französischen Küche.
1979 eröffnete er „Franz Kellers Restaurant“ in Köln, das mit einem Michelinstern ausgezeichnet wurde. Gleichzeitig führte er die „Tomate“ in Köln, ein kleines Lokal für junge Leute mit moderaten Preisen. 1988 warb ihn das Schlosshotel Bühlerhöhe für ein Gehalt von knapp einer halben Million DM im Jahr als Gastronomiedirektor an. Das Restaurant wurde nach 18 Monaten mit einem Michelin-Stern ausgezeichnet. 1990 wechselte er ins Kronenschlösschen nach Hattenheim im Rheingau, wo ihm wieder ein Michelin-Stern verliehen wurde.
1993 verabschiedete sich Keller bewusst von der Welt der Michelinsterne und öffnete mit seiner Frau Brigitte-Marie ein Restaurant mit regionaler deutscher Küche, die Adler Wirtschaft in Hattenheim, 100 Meter von der vormaligen Wirkungsstätte Kronenschlösschen entfernt.
Um 2013 übernahm sein gleichnamiger Sohn die Gastronomie; Franz Keller betreibt seitdem einen 25 Kilometer entfernten Öko-Bauernhof, der hochwertiges Fleisch an die Adler-Wirtschaft liefert. Er ist aber weiter Mitinhaber der Adler Wirtschaft. Auf dem 14 Hektar großen „Falkenhof“ im Wispertal werden Kaninchen, Schweine und Rinder artgerecht gehalten. Der nach seiner Wahrnehmung zunehmend schlechten Qualität von Lebensmitteln in Deutschland tritt er mit seiner Überzeugung entgegen: „Wir müssen die Tiere ehren, die uns ernähren“.
Das 2018 erschienene autobiografische Buch Vom Einfachen das Beste entwickelte sich unerwartet zum Bestseller.

## Veröffentlichungen

### Bücher
- Kein Kochbuch für Anfänger. Edition Braus, Heidelberg 2004, ISBN 978-3-89904-114-9.
- Vom Einfachen das Beste. Westend Verlag, Frankfurt 2018, ISBN 978-3-86489-203-5.
- Ab in die Küche!: Wie wir die Kontrolle über unsere Ernährung zurückgewinnen. Westend Verlag, Frankfurt 2020, ISBN 978-3-86489-266-0.

### Essays
- Sterne und Punkte töten nicht Zum tragischen Tod von Bernard Loiseau[11]
- Des Menschen Wahnsinn Des Menschen Wahnsinn mit dem Rinderwahn, Tierisches Eiweiß für Wiederkäuer[12]